# Доминантни септакорд
Доминантни септакорд је септакорд изграђен на петом ступњу тоналитета. Има два критична тона: вођицу и септиму. Септакорд се разрешава тако што му се вођица води навише, што у пракси значи да остаје у истом тоналитету; септима се разрешава наниже.
Доминантни септакорд се може употребити као потпун, и као непотпун. Непотпун је онај коме је изостављена квинта, и као такав се разрешава у потпуну тонику. Потпун има сва четири тона и нормално се разрешава у непотпуну тонику (са три основна тона).
Ако се потпуни септакорд разрешава у потпуну тонику, онда се примењује лиценција вођице, при чему се вођица води наниже.